# لیتل چسترفورد
لیتل چسترفورد (به انگلیسی: Little Chesterford) یک روستا و محله مدنی در بریتانیا است که در آتلزفورد واقع شده‌است. لیتل چسترفورد ۲۱۵ نفر جمعیت دارد.